# 喜娘
喜娘，是中式婚礼以及漢字文化圈其他地區傳統婚禮，如朝鮮傳統婚禮、越南傳統婚禮、日本傳統婚禮及琉球傳統婚禮中陪伴、照顾新娘并协助婚礼仪式进行的妇女。
在《周禮·士昏禮》中，新娘在婚禮中會由自己的姆（教導禮儀的女老師）陪同出嫁，指導禮儀。後來中國民間女性也會以褓姆負責相關內容，無褓姆的則會外聘女性負責，也有由親戚中熟習禮儀的婦女擔任。日本的貴族家的女性出嫁則由年長女中（通常是新娘的褓姆或乳母）負責指導和協助儀式，而江戶時代的富裕町人則會聘請年長婦女負責協助儀式。中國和日本皆有職業化的喜娘，由專門熟悉相關儀式的婦女擔任。

## 称呼
传统上各地对喜娘称谓不尽相同，中文一般通稱喜娘，中國的广东、香港、澳門称大妗姐，北京称迎亲太太（男家所聘）、送亲太太（女家所聘）、老姏（也作老蠻），浙江称喜阿妈、送娘、送娘子、老嫚（墮民出身的喜娘，分為男方聘的主户老嫚或接老嫚和女方聘的送老嫚或送家老嫚）、嫚線（墮民出身的未婚喜娘），福建称伴房娘、伴房妈:104、伴房嬷，台灣稱隨嫁姆、送嫁姆、紫姑，除以上所列外，還有送女客、送嫁娘、送嫁婆、送嫁婦、倩娘母、陪嫁姆、陪嫁媽、帶嫁姆、喜婆、指導媽、送親娘、侍妗等稱謂。朝鮮稱為手母（但此詞有時也可指伴娘）。日本把職業喜娘稱為介添女、介添女房、介添人、替添女、替添人、介添え'等，而由新娘的娘家女中擔任喜娘的則稱為待上臈。琉球稱為護嫁人。

## 資格
依照各地習俗以及家庭、新人本身，對喜娘的資格不盡相同。例如有些同時要求喜娘是「好命婆」或「全福人」，有些要求全福人要丈夫、儿女、兄弟姐妹、公婆、子孙俱全的，亦有些要求同鄉中與丈夫感情和睦、本身為嫡妻並有子的年長婦人。朝鮮傳統則是由新娘的姨母、姑母或其他年長女親戚擔任。日本古代則要求是四十歲以上、有性經驗的年長婦女。
無論是否職業喜娘，一般都要求較年長的婦女，但也有例外。例如清代蘇州的喜娘就多由年輕婦女擔任。而清代衡州由於有特殊的鬧洞房風俗，喜娘是被鬧的對象，因此要求容貌清麗、歌曲工雅的職業喜娘。

## 職務
傳統上在正式婚礼前一天，喜娘需在新娘家陪伴新娘，有些會負責為新娘上頭。正式婚礼时，需要她履行仪式、講祝福語等。依照各地習俗不同，有些只需待在女家一直陪伴和照顧新娘至新郎上門親迎，有些則會前往男家請新郎至女家迎親。浙江古代的送家老嫚和日本古代的介添女還要在正婚禮完結、新人入洞房後指導新人圓房。
現代的喜娘除了傳統照顧新娘、協助儀式進行外，有些會在新人策劃婚禮時已經給予意見和指導，甚至帶動氣氛、設計婚禮遊戲等。除了正式婚禮中外，也會參與婚前納徵以及婚禮後見舅姑禮等儀式，甚至婚礼结束后，有些會代替伴娘陪伴新娘回門。

## 社會地位
古代中國的職業喜娘被視為賤業，常由丐戶、墮民、蜑民等賤民或下層平民婦女擔任，例如清代紹興的喜婆和寧波的送娘子皆由墮民婦女擔任，被稱為墮民嫂，蘇州喜娘則是平民婦女。由於出身低微，文化水平不高，社會地位也不高。少數地區如清代衡州的喜娘由於會在鬧洞房時被男賓調戲，甚至與男賓性交，以致聲名狼藉。直至二十世紀後期，不少職業喜娘學歷也很低，被視為草根文化，形象迷信、老舊，被視為只是斟茶遞水的女工。
自廿一世紀起，職業喜娘被視為一門傳承傳統婚禮文化的婚禮顧問及婚禮策劃師，是學貫古今、時尚、思想入流、大方得體的事業女性。

## 與伴娘的差異
喜娘和伴娘雖然同樣是在婚禮期間照顧新娘和協助儀式，但傳統上兩者的身份、職責以及負責的範圍皆不同。相當於伴娘的在典籍中稱為媵、婦從者、侍女、侍者等。伴娘主要是陪同新娘由娘家前往男家時照料新娘，並作為女家代表參與部份儀式，到男家後即與稱為御或婿從者的伴郎交換侍候對象，為新郎鋪蓆、洗手、斟酒、奉饌等。而喜娘除了照顧新娘外，還作為禮儀指導者，指導新娘行禮，在婚禮中擔任引導、教導新娘的角色，並且會說吉祥語帶動氣氛，與伴娘在旁協助新娘的角色不同。
無論是古代還是現代，伴娘都是由未婚的新娘同輩或晚輩女性擔任，只有少數地區如北京例外，當地把未婚伴娘稱為伴姑，已婚伴娘稱為伴嫂。富貴家新娘一般由其侍婢陪嫁，常作為陪嫁丫头，在新娘婚後在新娘夫家繼續侍候主人。一般新娘則以妹妹、未婚同輩或晚輩女性或外聘年輕未婚女性擔任婚禮中的婦從者，婚禮結束後即完成職務回家。而喜娘則是由較為年長的婦女擔任，雖然實際上也是勞動者，但在婚禮上有指導新娘的長輩身份。
在二十世紀後期，不少新人在舉行婚禮時不再聘用喜娘，以致一些本來由喜娘負責的工作和儀式改由伴娘擔任，使兩者角色有所混淆。而部份地區的婚禮傳統上雖然同時有喜娘和伴娘，但日常語言中並不作區分，以致混淆，例如漢語中的「送嫁娘」、日語中的「新婦介添人」、韓語的「手母」等，只是籠統地指婚禮上協助新娘的人，並沒有仔細區分身份、職務。而中國古代稱為「伴娘」者多指喜娘，與現代漢語中的「伴娘」所指不同。
此外，喜娘在華人地區和日本皆職業化，伴娘一般並非專門的職業。雖然古今皆有年輕女性受僱擔任伴娘，但尚未形成一種專門行業。

## 與媒人的差異
由於在中國傳統社會中，不少職業喜娘同時也是職業媒人。古人結婚必需由媒人撮合，一些媒婆在撮合新人後又在婚禮上擔任喜娘，以致民間有把喜娘等同媒人的情況。其實喜娘和媒人不但職責有異，嚴格上也不是同一人擔任。在《周禮》、《朱子家禮》、《大明會典》、《明集禮》等所記載的婚禮中，姆與媒無論身份、職責皆完全不同。媒人的性別在不同文化中有不同規定，例如《周禮》中的媒為男性，後世典籍中的媒人則沒有性別規定，而日本的媒人則是一對夫婦擔任。而現代一些地區的新人雖然是自由戀愛結合，但仍依照傳統在婚禮上設有相當於媒人的介紹人，並邀請親友、上司、民意代表等擔任儀式上的介紹人，而同時又會聘用喜娘負責指導新娘禮儀，兩者各司其職。
媒人在傳統上除了撮合新人，還會在納采、納徵、納吉等訂婚儀式中負責來往男女兩家。而喜娘一般只在正婚禮上陪同新娘出門到男家至新人合巹、同牢，有時會包括見舅姑和歸寧儀式，一般不參與訂婚禮儀。但現代一些地區的婚禮不再設有媒人，於是本來由媒人負責的納徵、搬嫁妝等婚前儀式就由喜娘擔任。現代新式婚禮中的介紹人除了履行傳統儀式外，還會在婚禮上致詞，喜娘則只負責指導禮儀和帶動氣氛。

## 與知客司的差異
知客司即婚禮司儀，與喜娘同樣有指導禮儀的職責。但知客司是於婚禮場地中負責主持、主導婚禮儀式程序，並於場中大聲宣讀程序、儀式，要求聲線洪亮，本身不需要貼身照顧、指導新娘，古代多由男性擔任。而喜娘則是在新娘身邊指導新娘依照贊禮的指示行禮，由於男女之防而由須由女性擔任。

## 與新娘秘書的差異
新娘秘書是21世紀新興的行業，只需負責新娘的髮飾、彩妝和服裝造型，不必深入瞭解婚嫁的民俗和禮儀，本身亦非婚禮儀式的參與者。